# Bucculatrix ulmicola
Bucculatrix ulmicola is een vlinder uit de familie ooglapmotten (Bucculatricidae). De wetenschappelijke naam is voor het eerst geldig gepubliceerd in 1962 door Kuznetzov.
De soort komt voor in Europa.